# Велики бачки канал
Велики бачки канал или Кишов канал је део система Дунав—Тиса—Дунав. Дугачак је 118 km и повезује Дунав (код Бездана) са Тисом (код Бечеја). Између два споменута места скраћује пут за више од 200 km, а користи се и за водоснабдевање и исушивање тла овог дела Бачке. Корито Великог бачког канала је на најужем делу широко 17 m, при врху канал је широк око 25 m. У најширем делу тока, код Бачког Градишта, канал је широк око 350 m. Просечна дубина канала је 3 m. На обалама канала се налазе насеља Бездан, Сивац, Црвенка, Кула, Врбас, Србобран, Турија, Бачко Градиште и Бечеј.
Због загађења и таложења муља, канал је данас сувише плитак за речна пловила и бродове, а и опасан је за купање, а Министарство заштите животне средине Србије га је сврстало међу 3 „црне тачке“ Србије. До загађења канала дошло је у другој половини 20. века због наглог развоја индустрије, неодговарајућег третмана индустријских вода које су се изливале у канал и интензивирања пољопривредне производње.
Велики бачки канал је од Сивца до Бачког Градишта трасиран кроз корито реке Црне Баре. Прокопавање дела канала од Бездана до Сивца је почело 6. маја 1793. по пројекту браће Јожефа и Габора Киша. Канал је прокопаван ручно, а на његовој изградњи било је ангажовано 3000 радника (претежно робијаша). Канал је завршен 1801. године, а пуштен је у употребу 1802. Првобитно се канал у Тису уливао код Бачког Градишта, али је након уређивања тока Тисе прокопан део канала ка Бечеју где је направљена и преводница. Канал је изграђен системом концесије. Њиме су могли ићи и мали пароброди. Градитељи канала су добили право да превозе со од Румуније до Беча. Касније је канал носио имена Францов канал и Канал краља Петра. Велики бачки канал је у своје време представљао највећи водопривредни систем у дунавској регији и Југоисточној Европи.
Велики бачки канал се данас сматра најзагађенијим водотоком у Европи и представља здравствени ризик по људе који живе у близини канала. Сматра се да се у каналу налази преко 400.000 m³ муља који је загађен тешким металима, дериватима нафте и патогеним бактеријама. Канал такође представља проблем и за реке Дунав и Тиса због тога што део загађења из канала отиче у ове две реке.
Министар заштите животне средине Саша Драгин је 2008. године потписао Меморандум о разумевању са UNDP–ом у циљу спровођења Пројекта „Коначно решавање проблема загађења и чишћење Великог бачког канала“. Овај пројекат је подељен у три дела. Први део подразумева изградњу магистралног колектора који треба да спроводи отпадне воде из општина Врбас и Кула, у другом делу је предвиђена изградња постројења за пречишћавање отпадних вода у Врбасу, док је у трећем делу предвиђено чишћење Великог бачког канала.